# Бардуковка
Бардуковка — деревня в Марьинском сельском поселении Корсаковского района Орловской области России.

## География
Деревня расположено в 99 км на северо-восток от Орла, на берегу реки Раковка

## Население
| 1915 | 2010 |
| ---- | ---- |
| 64   | ↘0   |